# 白雪云
白雪云（1974年2月7日—），女，吉林人，中国大陆演员。1998年凭借电影《安居》荣获第18届中国电影金鸡奖最佳女配角。